# Reitschule (Arnsberg)
Als Reitschule wird ein denkmalgeschütztes Gebäude in der Altstadt von Arnsberg bezeichnet. Es diente im 17./18. Jahrhundert als Marstall der Reitschule der Familie Dücker.

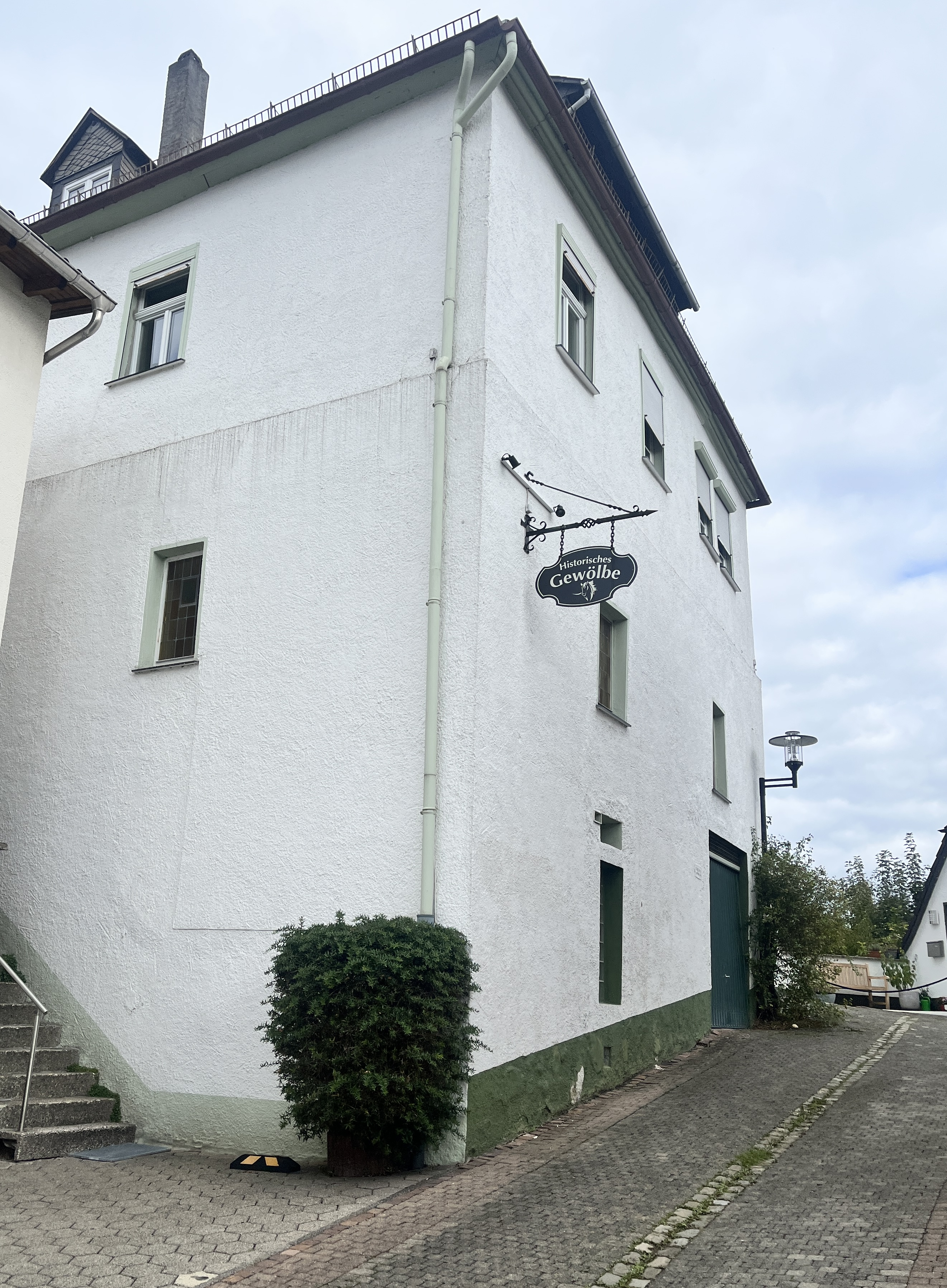
Marstall der Reitschule Arnsberg

## Geschichte und Baubeschreibung
Der Bau liegt in steiler Hanglage. Er befindet sich im Winkel des östlichen Zusammentreffen der beiden Stadtmauern um die Ober- und die Unterstadt der Arnsberger Altstadt. Das Alter des Gebäudes ist nicht völlig klar. Aus dem 17. Jahrhundert gibt es Hinweise auf die Existenz. Der Bau diente als Marstall für die von der Familie Dücker zu dieser Zeit unterhaltenen Reitschule. Diese gehörte wie ein großer Garten und weiteren Gebäuden zum Dückerschen Hof. Die Reitschule bestand beim Tod von Herrmann Dücker, dem Erbauer des Hauses, im Jahr 1670 noch nicht. Sie muss von seinen Nachfahren errichtet worden sein. Die Gründung steht möglicherweise im Zusammenhang mit der von den Kurfürsten von Köln ab 1653 auf dem früher der Familie Dücker gehörenden Gut Obereimer betriebenen Pferdezucht. Möglicherweise hat die Entstehung mit der zeitweiligen Aufgabe der Pferdezucht 1703 zu tun. Das Gut Obereimer mit der wieder aufgenommenen Pferdezucht wurde 1720 an die Familie Dücker verpachtet. Wie lange die Reitschule Bestand hatte, ist nicht bekannt. 
Spätestens mit der Verlagerung des Familiensitzes dürfte die Einrichtung aufgegeben worden sein. Der Dückersche Hof mit der Reitschule wurde von der Familie ab 1752 verpachtet. Im Jahr 1791 wurde das Gebäude der Reitschule schließlich an die Stadt Arnsberg verkauft. Geplant war dort die Einrichtung einer Schule für Jungen und Mädchen. Das Projekt wurde nicht ausgeführt, so dass die Stadt den Bau an einen Schmied verkaufte, der dort unter anderem seine Werkstatt einrichtete. Später übernahmen andere Handwerker das Haus.
Die ursprüngliche Funktion des heutigen Baus der Reitschule ist kaum noch zu erahnen, da es nach dem Stadtbrand von 1709 in dieser Form nicht wieder hergestellt wurde. Erhalten blieb der massive aus Bruchstein bestehende Unterbau. Darauf wurde ein verputztes Fachwerkgiebelhaus errichtet. An der talseitigen Giebelseite ist dieser Unterbau um die fünf Meter hoch. Die Mauern sind 1,5 m dick. Die Decke wird von einer Gewölbestruktur getragen.
Nach dem Zweiten Weltkrieg gab es zahlreiche Bauänderungen. Unter anderem wurde das Dachgeschoss zu einer Wohnung umgebaut, eine Garage angebaut und eine Zwischendecke aus Beton im Gewölbebereich eingefügt. Dieser diente in den folgenden Jahrzehnten gastronomischen Zwecken. Das Gebäude wurde 1983 in die Denkmalliste der Stadt Arnsberg eingetragen. Dazu trug seine architektur- und siedlungsgeschichtliche Bedeutung und seine prägende Funktion in der Altstadt um den Glockenturm bei.